# Grand Prix Węgier 2025
Grand Prix Węgier 2025, oficjalnie Formula 1 Lenovo Hungarian Grand Prix 2025 – czternasta runda Mistrzostw Świata Formuły 1 w sezonie 2025. Grand Prix odbyło się w dniach 1–3 sierpnia 2025 na torze Hungaroring w Mogyoródzie. Wyścig wygrał Lando Norris (McLaren), a na podium stanęli kolejno: Oscar Piastri (McLaren) i George Russell (Mercedes).

## Lista startowa
Na niebieskim tle kierowcy biorący udział jedynie w piątkowych treningach.
| Nr          | Kierowca              | Zespół                             | Samochód                          | Silnik              | Opony |
| ----------- | --------------------- | ---------------------------------- | --------------------------------- | ------------------- | ----- |
| 1           | Max Verstappen        | Oracle Red Bull Racing             | Red Bull Racing RB21              | Honda RBPTH002      | P     |
| 4           | Lando Norris          | McLaren Formula 1 Team             | McLaren MCL39                     | Mercedes-AMG F1 M16 | P     |
| 5           | Gabriel Bortoleto     | Stake F1 Team Kick Sauber          | Kick Sauber C45                   | Ferrari 066/12      | P     |
| 6           | Isack Hadjar          | Visa Cash App Racing Bulls F1 Team | Racing Bulls VCARB 02             | Honda RBPTH002      | P     |
| 10          | Pierre Gasly          | BWT Alpine F1 Team                 | Alpine A525                       | Renault E-Tech RE25 | P     |
| 12          | Andrea Kimi Antonelli | Mercedes-AMG PETRONAS F1 Team      | Mercedes-AMG F1 W16 E Performance | Mercedes-AMG F1 M16 | P     |
| 14          | Fernando Alonso       | Aston Martin Aramco F1 Team        | Aston Martin AMR25                | Mercedes-AMG F1 M16 | P     |
| 16          | Charles Leclerc       | Scuderia Ferrari HP                | Ferrari SF-25                     | Ferrari 066/12      | P     |
| 18          | Lance Stroll          | Aston Martin Aramco F1 Team        | Aston Martin AMR25                | Mercedes-AMG F1 M16 | P     |
| 22          | Yūki Tsunoda          | Oracle Red Bull Racing             | Red Bull Racing RB21              | Honda RBPTH002      | P     |
| 23          | Alexander Albon       | Atlassian Williams Racing          | Williams FW47                     | Mercedes-AMG F1 M16 | P     |
| 27          | Nico Hülkenberg       | Stake F1 Team Kick Sauber          | Kick Sauber C45                   | Ferrari 066/12      | P     |
| 30          | Liam Lawson           | Visa Cash App Racing Bulls F1 Team | Racing Bulls VCARB 02             | Honda RBPTH002      | P     |
| 31          | Esteban Ocon          | MoneyGram Haas F1 Team             | Haas VF-25                        | Ferrari 066/12      | P     |
| 43          | Franco Colapinto      | BWT Alpine F1 Team                 | Alpine A525                       | Renault E-Tech RE25 | P     |
| 44          | Lewis Hamilton        | Scuderia Ferrari HP                | Ferrari SF-25                     | Ferrari 066/12      | P     |
| 55          | Carlos Sainz Jr.      | Atlassian Williams Racing          | Williams FW47                     | Mercedes-AMG F1 M16 | P     |
| 63          | George Russell        | Mercedes-AMG PETRONAS F1 Team      | Mercedes-AMG F1 W16 E Performance | Mercedes-AMG F1 M16 | P     |
| 81          | Oscar Piastri         | McLaren Formula 1 Team             | McLaren MCL39                     | Mercedes-AMG F1 M16 | P     |
| 87          | Oliver Bearman        | MoneyGram Haas F1 Team             | Haas VF-25                        | Ferrari 066/12      | P     |
| 97          | Paul Aron             | Stake F1 Team Kick Sauber          | Kick Sauber C45                   | Ferrari 066/12      | P     |
| Źródło: FIA |                       |                                    |                                   |                     |       |

## Wyniki

### Najlepsze czasy sesji treningowych
| Sesja       | Nr | Kierowca      | Konstruktor      | Czas     | Okr. |
| ----------- | -- | ------------- | ---------------- | -------- | ---- |
| 1           | 4  | Lando Norris  | McLaren-Mercedes | 1:16,052 | 26   |
| 2           | 4  | Lando Norris  | McLaren-Mercedes | 1:15,624 | 27   |
| 3           | 81 | Oscar Piastri | McLaren-Mercedes | 1:14,916 | 17   |
| Źródło: FIA |    |               |                  |          |      |

### Kwalifikacje
| P                    | Nr | Kierowca              | Konstruktor                  | Czasy w kwalifikacjach | Czasy w kwalifikacjach | Czasy w kwalifikacjach | Poz. s. |
| P                    | Nr | Kierowca              | Konstruktor                  | Q1                     | Q2                     | Q3                     | Poz. s. |
| -------------------- | -- | --------------------- | ---------------------------- | ---------------------- | ---------------------- | ---------------------- | ------- |
| 1                    | 16 | Charles Leclerc       | Ferrari                      | 1:15,582               | 1:15,455               | 1:15,372               | 1       |
| 2                    | 81 | Oscar Piastri         | McLaren-Mercedes             | 1:15,211               | 1:14,941               | 1:15,398               | 2       |
| 3                    | 4  | Lando Norris          | McLaren-Mercedes             | 1:15,523               | 1:14,890               | 1:15,413               | 3       |
| 4                    | 63 | George Russell        | Mercedes                     | 1:15,627               | 1:15,201               | 1:15,425               | 4       |
| 5                    | 14 | Fernando Alonso       | Aston Martin Aramco-Mercedes | 1:15,281               | 1:15,395               | 1:15,481               | 5       |
| 6                    | 18 | Lance Stroll          | Aston Martin Aramco-Mercedes | 1:15,673               | 1:15,129               | 1:15,498               | 6       |
| 7                    | 5  | Gabriel Bortoleto     | Kick Sauber-Ferrari          | 1:15,586               | 1:15,687               | 1:15,725               | 7       |
| 8                    | 1  | Max Verstappen        | Red Bull Racing-Honda RBPT   | 1:15,736               | 1:15,547               | 1:15,728               | 8       |
| 9                    | 30 | Liam Lawson           | Racing Bulls-Honda RBPT      | 1:15,849               | 1:15,630               | 1:15,821               | 9       |
| 10                   | 6  | Isack Hadjar          | Racing Bulls-Honda RBPT      | 1:15,516               | 1:15,469               | 1:15,915               | 10      |
| 11                   | 87 | Oliver Bearman        | Haas-Ferrari                 | 1:15,750               | 1:15,694               |                        | 11      |
| 12                   | 44 | Lewis Hamilton        | Ferrari                      | 1:15,733               | 1:15,702               |                        | 12      |
| 13                   | 55 | Carlos Sainz Jr.      | Williams-Mercedes            | 1:15,652               | 1:15,781               |                        | 13      |
| 14                   | 43 | Franco Colapinto      | Alpine-Renault               | 1:15,875               | 1:16,159               |                        | 14      |
| 15                   | 12 | Andrea Kimi Antonelli | Mercedes                     | 1:15,782               | 1:16,386               |                        | 15      |
| 16                   | 22 | Yūki Tsunoda          | Red Bull Racing-Honda RBPT   | 1:15,899               |                        |                        | PL      |
| 17                   | 10 | Pierre Gasly          | Alpine-Renault               | 1:15,966               |                        |                        | 16      |
| 18                   | 31 | Esteban Ocon          | Haas-Ferrari                 | 1:16,023               |                        |                        | 17      |
| 19                   | 27 | Nico Hülkenberg       | Kick Sauber-Ferrari          | 1:16,081               |                        |                        | 18      |
| 20                   | 23 | Alexander Albon       | Williams-Mercedes            | 1:16,223               |                        |                        | 19      |
| 107% czasu: 1:20,475 |    |                       |                              |                        |                        |                        |         |
| Źródło: FIA          |    |                       |                              |                        |                        |                        |         |

### Wyścig
| P           | Nr | Kierowca              | Konstruktor                  | Okr. | Czas                 | Poz. s. | +/−       | Punkty |
| ----------- | -- | --------------------- | ---------------------------- | ---- | -------------------- | ------- | --------- | ------ |
| 1           | 4  | Lando Norris          | McLaren-Mercedes             | 70   | 1:35:21,231          | 3       | 2         | 25     |
| 2           | 81 | Oscar Piastri         | McLaren-Mercedes             | 70   | +0,698               | 2       | Bez zmian | 18     |
| 3           | 63 | George Russell        | Mercedes                     | 70   | +21,916              | 4       | 1         | 15     |
| 4           | 16 | Charles Leclerc       | Ferrari                      | 70   | +42,560              | 1       | 3         | 12     |
| 5           | 14 | Fernando Alonso       | Aston Martin Aramco-Mercedes | 70   | +59,040              | 5       | Bez zmian | 10     |
| 6           | 5  | Gabriel Bortoleto     | Kick Sauber-Ferrari          | 70   | +66,169              | 7       | 1         | 8      |
| 7           | 18 | Lance Stroll          | Aston Martin Aramco-Mercedes | 70   | +68,174              | 6       | 1         | 6      |
| 8           | 30 | Liam Lawson           | Racing Bulls-Honda RBPT      | 70   | +69,451              | 9       | 1         | 4      |
| 9           | 1  | Max Verstappen        | Red Bull Racing-Honda RBPT   | 70   | +72,645              | 8       | 1         | 2      |
| 10          | 12 | Andrea Kimi Antonelli | Mercedes                     | 69   | +1 okrążenie         | 15      | 5         | 1      |
| 11          | 6  | Isack Hadjar          | Racing Bulls-Honda RBPT      | 69   | +1 okrążenie         | 10      | 1         |        |
| 12          | 44 | Lewis Hamilton        | Ferrari                      | 69   | +1 okrążenie         | 12      | Bez zmian |        |
| 13          | 27 | Nico Hülkenberg       | Kick Sauber-Ferrari          | 69   | +1 okrążenie         | 18      | 5         |        |
| 14          | 55 | Carlos Sainz Jr.      | Williams-Mercedes            | 69   | +1 okrążenie         | 13      | 1         |        |
| 15          | 23 | Alexander Albon       | Williams-Mercedes            | 69   | +1 okrążenie         | 19      | 4         |        |
| 16          | 31 | Esteban Ocon          | Haas-Ferrari                 | 69   | +1 okrążenie         | 17      | 1         |        |
| 17          | 22 | Yūki Tsunoda          | Red Bull Racing-Honda RBPT   | 69   | +1 okrążenie         | PL      | 3         |        |
| 18          | 43 | Franco Colapinto      | Alpine-Renault               | 69   | +1 okrążenie         | 14      | 4         |        |
| 19          | 10 | Pierre Gasly          | Alpine-Renault               | 69   | +1 okrążenie         | 16      | 3         |        |
| NS          | 87 | Oliver Bearman        | Haas-Ferrari                 | 48   | NU (płyta podłogowa) | 11      |           |        |
| Źródło: FIA |    |                       |                              |      |                      |         |           |        |

### Najszybsze okrążenie
| Nr          | Kierowca       | Konstruktor | Czas     | Okr. |
| ----------- | -------------- | ----------- | -------- | ---- |
| 63          | George Russell | Mercedes    | 1:19,409 | 45   |
| Źródło: FIA |                |             |          |      |

### Prowadzenie w wyścigu
| Nr                              | Kierowca        | Konstruktor      | Okrążenia    | Suma |
| ------------------------------- | --------------- | ---------------- | ------------ | ---- |
| 16                              | Charles Leclerc | Ferrari          | 1–19, 31–39  | 28   |
| 4                               | Lando Norris    | McLaren-Mercedes | 20–30, 46–70 | 36   |
| 81                              | Oscar Piastri   | McLaren-Mercedes | 40–45        | 6    |
| \| Wykres \| \| ------ \| \| \| |                 |                  |              |      |
| Źródło: FIA                     |                 |                  |              |      |
| Wykres                          |                 |                  |              |      |
|                                 |                 |                  |              |      |

## Klasyfikacja po wyścigu

### Kierowcy
| P           | +/–       | Kierowca              | Zgł. | Punkty | P1 | P2 | P3 | PP | NO | NS | NU | NW | DK |
| ----------- | --------- | --------------------- | ---- | ------ | -- | -- | -- | -- | -- | -- | -- | -- | -- |
| 1           | Bez zmian | Oscar Piastri         | 14   | 284    | 6  | 3  | 3  | 4  | 4  | –  | –  | –  | –  |
| 2           | Bez zmian | Lando Norris          | 14   | 275    | 5  | 6  | 1  | 4  | 5  | –  | 1  | –  | –  |
| 3           | Bez zmian | Max Verstappen        | 14   | 187    | 2  | 3  | –  | 4  | 1  | 1  | 1  | –  | –  |
| 4           | Bez zmian | George Russell        | 14   | 172    | 1  | 1  | 4  | 1  | 2  | –  | –  | –  | –  |
| 5           | Bez zmian | Charles Leclerc       | 14   | 151    | –  | 1  | 4  | 1  | –  | 1  | –  | –  | 1  |
| 6           | Bez zmian | Lewis Hamilton        | 14   | 109    | –  | –  | –  | –  | –  | 1  | –  | –  | 1  |
| 7           | Bez zmian | Andrea Kimi Antonelli | 14   | 64     | –  | –  | 1  | –  | 2  | 4  | 4  | –  | –  |
| 8           | Bez zmian | Alexander Albon       | 14   | 54     | –  | –  | –  | –  | –  | 3  | 3  | –  | –  |
| 9           | Bez zmian | Nico Hülkenberg       | 14   | 37     | –  | –  | 1  | –  | –  | 1  | –  | –  | 1  |
| 10          | Bez zmian | Esteban Ocon          | 14   | 27     | –  | –  | –  | –  | –  | 1  | 1  | –  | –  |
| 11          | 4         | Fernando Alonso       | 14   | 26     | –  | –  | –  | –  | –  | 3  | 3  | –  | –  |
| 12          | 1         | Lance Stroll          | 13   | 26     | –  | –  | –  | –  | –  | –  | –  | –  | –  |
| 13          | 2         | Isack Hadjar          | 14   | 22     | –  | –  | –  | –  | –  | 2  | 1  | 1  | –  |
| 14          | 2         | Pierre Gasly          | 14   | 20     | –  | –  | –  | –  | –  | 3  | 2  | –  | 1  |
| 15          | 1         | Liam Lawson           | 14   | 20     | –  | –  | –  | –  | –  | 4  | 4  | –  | –  |
| 16          | Bez zmian | Carlos Sainz Jr.      | 14   | 16     | –  | –  | –  | –  | –  | 3  | 2  | 1  | –  |
| 17          | 2         | Gabriel Bortoleto     | 14   | 14     | –  | –  | –  | –  | –  | 3  | 3  | –  | –  |
| 18          | 1         | Yūki Tsunoda          | 14   | 10     | –  | –  | –  | –  | –  | 1  | 1  | –  | –  |
| 19          | 1         | Oliver Bearman        | 14   | 8      | –  | –  | –  | –  | –  | 2  | 2  | –  | –  |
| 20          | Bez zmian | Franco Colapinto      | 8    | 0      | –  | –  | –  | –  | –  | 1  | –  | 1  | –  |
| 21          | Bez zmian | Jack Doohan           | 6    | 0      | –  | –  | –  | –  | –  | 2  | 2  | –  | –  |
| Źródło: FIA |           |                       |      |        |    |    |    |    |    |    |    |    |    |

### Konstruktorzy
| P           | +/–       | Konstruktor                  | Zgł. | Punkty | P1 | P2 | P3 | PP | NO | NS | NU | NW | DK |
| ----------- | --------- | ---------------------------- | ---- | ------ | -- | -- | -- | -- | -- | -- | -- | -- | -- |
| 1           | Bez zmian | McLaren-Mercedes             | 28   | 559    | 11 | 9  | 4  | 8  | 9  | –  | 1  | –  | –  |
| 2           | Bez zmian | Ferrari                      | 28   | 260    | –  | 1  | 4  | 1  | –  | 2  | –  | –  | 2  |
| 3           | Bez zmian | Mercedes                     | 28   | 236    | 1  | 1  | 5  | 1  | 4  | 4  | 4  | –  | –  |
| 4           | Bez zmian | Red Bull Racing-Honda RBPT   | 28   | 194    | 2  | 3  | –  | 4  | 1  | 3  | 3  | –  | –  |
| 5           | Bez zmian | Williams-Mercedes            | 28   | 70     | –  | –  | –  | –  | –  | 6  | 5  | 1  | –  |
| 6           | 2         | Aston Martin Aramco-Mercedes | 27   | 52     | –  | –  | –  | –  | –  | 3  | 3  | –  | –  |
| 7           | 1         | Kick Sauber-Ferrari          | 28   | 51     | –  | –  | 1  | –  | –  | 4  | 3  | –  | 1  |
| 8           | 1         | Racing Bulls-Honda RBPT      | 28   | 45     | –  | –  | –  | –  | –  | 5  | 4  | 1  | –  |
| 9           | Bez zmian | Haas-Ferrari                 | 28   | 35     | –  | –  | –  | –  | –  | 3  | 3  | –  | –  |
| 10          | Bez zmian | Alpine-Renault               | 28   | 20     | –  | –  | –  | –  | –  | 6  | 4  | 1  | 1  |
| Źródło: FIA |           |                              |      |        |    |    |    |    |    |    |    |    |    |